# Catedral de Faenza
La catedral de Faenza, dedicada a Sant Pere Apòstol, és el temple catòlic més important de la ciutat de Faenza, a l'Emília-Romanya, i la mare església de la diòcesi de Faenza-Modigliana. Porta el títol de basílica menor. Exemple de l'arquitectura renaixentista a Romanya amb influència toscana, la seva construcció, dissenyada per Giuliano da Maiano, va començar el 1474 i no es va completar fins al 1515, tot i que la façana va quedar inacabada. La consagració al culte de Sant Pere Apòstol va tenir lloc el 1581. L'octubre de 1948, el papa Pius XII va elevar la catedral a la dignitat de basílica menor.